# Leopoldo, Grão-Duque de Baden
Leopoldo I de Baden (29 de agosto de 1790 - 24 de abril de 1852) foi Grão-duque de Baden de 1830 até 1852.
Apesar de ser um filho mais novo, Leopoldo era o primeiro varão do marquês Carlos Frederico de Baden nascido do seu segundo casamento com a baronesa Luísa Carolina de Hochberg. Uma vez que Luísa não tinha a mesma posição do marido, o casamento foi considerado morganático e os filhos que dele resultassem não teriam o direito de herdar o título do pai nem de governar o ducado de Baden. Luísa e os filhos receberam o título de baronesa e barões e depois de condes e condessa de Hochberg.
Baden conquistou território durante as Invasões Napoleónicas e, como tal, o marquês Carlos Frederico foi elevado ao título de príncipe-eleitor do Sacro Império Romano-Germânico. Com a dissolução do mesmo em 1806, passou a ser o grão-duque de Baden.

## Família
Leopoldo era o primeiro filho do segundo casamento do grão-duque Carlos Frederico de Baden com a baronesa Luísa Carolina de Hochberg. Os seus avós paternos eram o príncipe-herdeiro Frederico de Baden-Durlach e a princesa Amália de Nassau-Dietz. Os seus avós maternos eram o tenente-coronel Luís Henrique Filipe Geyer de Geyersberg e a condessa Maximiliana Cristiana de Sponeck.

## Herdeiro de Hochberg
Uma vez que o grão-duque Carlos Frederico tinha vários descendentes do seu primeiro casamento com a condessa Carolina Luísa de Hesse-Darmstadt, ninguém esperava que os filhos do seu segundo casamento fossem mais do que uma família de condes com lanços fortes à família grão-ducal e sem direitos dinásticos. Quando viu que tinha poucas oportunidades de avançar na vida em Baden, Leopoldo mudou-se para a França onde teve uma carreira militar no exército.
A partir de 1817, houve uma mudança drástica na situação dos Hochberg quando se tornou aparente que a linha de sucessão masculina do primeiro casamento de Carlos Frederico iria desaparecer. Um a um, os homens da Casa de Baden foram morrendo sem deixar descendentes masculinos e, em 1817, só restavam dois: o grão-duque reinante, Carlos I, e o seu tio Luís I que não tinha filhos. Ambos os filhos de Carlos morreram quando ainda eram crianças e a dinastia enfrentava graves problemas de sucessão.

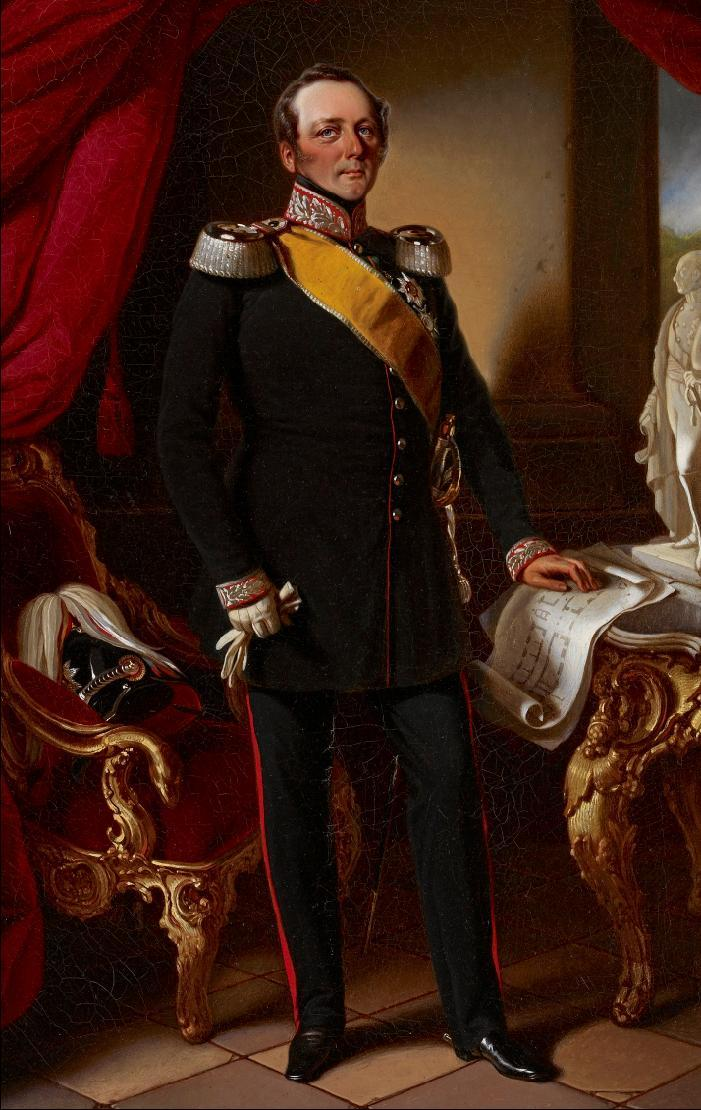
Leopoldo de Baden
Por F. Grund, 1853

Uma série de acordos deixavam claro que, caso a linha masculina da Casa de Zähringen se extinguisse, seriam os reis Wittelsbach da Baviera a herdar o grão-ducado de Baden. O rei Maximiliano I José da Baviera estava casado com a irmã mais velha de Carlos, a princesa Catarina Carolina que era a descendente feminina mais próxima do último herdeiro e, em tais circunstâncias era normal deter poderes de sucessão naquela que era chamada de "Lei Semi-Sálica". Como tal, Maximiliano tinha uma reivindicação forte no governo de Baden se fossem seguidas as regras normais de herança assim como os vários acordos entre os dois territórios. Após o Congresso de Viena, essa reivindicação tornou-se ainda mais forte quando foi assinado um acordo entre a Baviera e a Áustria a 16 de abril de 1817, que assegurava os direitos dos Wittelsbach a Baden. Para impedir que a sua dinastia se extinguisse, o grão-duque Carlos precisava de descobrir uma forma de preservar a linha dos Zähringen. Dar direitos de sucessão aos seus tios morganáticos parecia a solução ideal. Assim, em 1817, Carlos publicou uma nova lei de sucessão sob a qual os filhos do casamento Hochberg se tornaram príncipes e princesas de Baden com plenos direitos de sucessão. Leopoldo tornou-se príncipe e ficou no segundo lugar da sucessão, depois do seu meio-irmão mais velho, Luís.
Em 1818, Carlos deu uma constituição liberal ao povo de Baden. A constituição garantia os direitos de sucessão dos filhos de Luísa Carolina de Hochberg. Finalmente, a 10 de julho de 1819, alguns meses depois da morte de Carlos, as grandes potências (Grã-Bretanha, França, Império Austríaco, Império Russo e Reino da Prússia), em conjunto com a Baviera e Baden, reconheceram os direitos de sucessão da antiga linha morganática de Hochberg no Tratado de Frankfurt.
Após a morte do grão-duque Carlos a 8 de dezembro de 1818, o seu tio Luís I, filho do primeiro casamento de Carlos Frederico, sucedeu-o. Para melhorar o estatuto do seu meio-irmão e herdeiro, Luís arranjou-lhe um casamento vantajoso com a sua sobrinha-neta, a princesa Sofia, filha do antigo rei Gustavo IV Adolfo da Suécia. Uma vez que Sofia era neta do meio-irmão mais velho de Leopoldo, este casamento uniu os descendentes das duas esposas do seu pai. As origens reais de Sofia eram inquestionáveis e o objectivo do casamento era afastar as criticas em relação às origens morganáticas de Leopoldo.
Quando o grão-duque Luís morreu a 30 de março de 1830, Leopoldo sucedeu-o.

## Casamento e descendência
A 25 de julho de 1819, Leopoldo casou-se em Karlhruhe com a sua meia-sobrinha-neta, a princesa Sofia da Suécia, filha mais velha do antigo rei Gustavo IV Adolfo da Suécia e da rainha Frederica, que era filha do príncipe-herdeiro Carlos Luís de Baden, meio-irmão de Leopoldo.
O casal teve oito filhos:
- Alexandrina de Baden (6 de dezembro de 1820 - 20 de dezembro de 1904), casada com o duque Ernesto II de Saxe-Coburgo-Gota; sem descendência.
- Luís de Baden (nascido e morto em 1822)
- Luís II de Baden (5 de agosto de 1824 - 22 de janeiro de 1858), morreu aos trinta e três anos de idade; foi declarado louco e incapaz de governar; sem descendência.
- Frederico I de Baden (9 de setembro de 1826 - 28 de setembro de 1907), casado com a princesa Luísa da Prússia; com descendência.
- Guilherme de Baden (18 de dezembro de 1829 - 27 de abril de 1897), casado com a princesa Maria Maximilianovna de Leuchtenberg; com descendência.
- Carlos de Baden (9 de março de 1832- 3 de dezembro de 1906), casado com Rosalie de Beust; com descendência.
- Maria de Baden (20 de novembro de 1834 - 21 de novembro de 1899), casada com o príncipe Ernesto Leopoldo de Leiningen; com descendência.
- Cecília de Baden (2 de outubro de 1839 - 12 de abril de 1891), casada com o grão-duque Miguel Nikolaevich da Rússia; com descendência.

Segundo os registos de uma igreja em Baden, Leopoldo também teve dois filhos com Sophia Vittali, filha de um mercador italiano chamado Pietro Vittali.